# Дружбівська селищна рада (Олевський район)
Дру́жбівська се́лищна ра́да (до 1994 року — Дібрівська селищна рада) — колишня адміністративно-територіальна одиниця та орган місцевого самоврядування в Олевському районі Житомирської області УРСР та України. Адміністративний центр — селище міського типу Дружба (до 1994 року — смт Діброва).

## Загальні відомості
- Територія ради: 36,8 км²
- Населення ради: 759 осіб (станом на 2001 рік)

## Населені пункти
Селищній раді були підпорядковані населені пункти:
- смт Дружба
- смт Діброва

## Населення
Відповідно до результатів перепису населення СРСР, кількість населення ради, станом на 12 січня 1989 року, становила 2 112 осіб.
Станом на 5 грудня 2001 року, відповідно до перепису населення України, кількість мешканців сільської ради становила 759 осіб.

## Склад ради
Рада складалася з 15 депутатів та голови.
- Голова ради: Мосаковський Вадим Іванович
- Секретар ради: Патюк Алла Іванівна

### Керівний склад попередніх скликань
| Прізвище, ім'я, по батькові | Основні відомості                                                                         | Дата обрання | Дата звільнення |
| --------------------------- | ----------------------------------------------------------------------------------------- | ------------ | --------------- |
| Бабкін Микола Юхимович      | Селищний голова, 1952 року народження, член Української Народної Партії                   | 26.03.2006   | 31.10.2010      |
| Скидан Сергій Григорович    | Селищний голова, 1969 року народження, освіта вища, член політичної партії «Наша Україна» | 31.10.2010   | 09.09.2012      |
| Мосаковський Вадим Іванович | Селищний голова, 1973 року народження, освіта вища, член Партії регіонів                  | 09.09.2012   |                 |

Примітка: таблиця складена за даними сайту Верховної Ради України

### VI скликання
За результатами місцевих виборів 2010 року депутатами ради стали:

#### За суб'єктами висування
| Суб'єкт висування           | Кількість обраних депутатів | %    |
| --------------------------- | --------------------------- | ---- |
| Самовисування               | 7                           | 46,7 |
| Комуністична партія України | 5                           | 33,3 |
| Народна партія              | 3                           | 20   |

#### За округами
| № округу                    | Прізвище, ім'я, по батькові        | Дата визнання обраним | Освіта  | Партійна приналежність                | Відомості про обраного депутата                         |
| --------------------------- | ---------------------------------- | --------------------- | ------- | ------------------------------------- | ------------------------------------------------------- |
| Комуністична партія України |                                    |                       |         |                                       |                                                         |
| 3                           | Мосаковський Іван Борисович        | 03.11.2010            | вища    | позапартійний                         | ТОВ "ЮКФ ЛЕГАРС, начальник цеху                         |
| 4                           | Цвилинюк Галина Павлівна           | 03.11.2010            | середня | позапартійна                          | ТОВ "КВАРЦ, сторож                                      |
| 5                           | Лагода Ганна Олександрівна         | 03.11.2010            | вища    | позапартійна                          | тимчасово не працює                                     |
| 7                           | Качура Тетяна Михайлівна           | 03.11.2010            | вища    | позапартійна                          | тимчасово не працює                                     |
| 14                          | Загоровська Валентина Адамівна     | 03.11.2010            | середня | член Комуністичної партії України     | тимчасово не працює                                     |
| Народна Партія              |                                    |                       |         |                                       |                                                         |
| 8                           | Огаркова Алла Олександрівна        | 03.11.2010            | вища    | позапартійна                          | ВПЗ Дружба, листоноша                                   |
| 10                          | Омелянчук Алла Леонідівна          | 03.11.2010            | вища    | член Народної партії                  | Дружбівська селищна рада, головний бухгалтер            |
| 12                          | Сорока Олександр Володимирович     | 03.11.2010            | середня | член Народної партії                  | ТОВ "КВАРЦ, машиніст бульдозера                         |
| Самовисування               |                                    |                       |         |                                       |                                                         |
| 1                           | Патюк Алла Іванівна                | 03.11.2010            | вища    | позапартійна                          | Дружбівська селищна рада, секретар                      |
| 2                           | Дорош Анатолій Сергійович          | 03.11.2010            | вища    | член Політичної партії «Наша Україна» | Дружбівська загальноосвітня школа I-III ст., вчитель    |
| 6                           | Кухаржевська Оксана Анатоліївна    | 03.11.2010            | вища    | позапартійна                          | Дружбівська дільнична лікарня, кухар                    |
| 9                           | Горпинич Людмила Юхимівна          | 03.11.2010            | вища    | позапартійна                          | Дружбі-вська ді-льнична лікарня, молодша медична сестра |
| 11                          | Омельченко Валентина Володимирівна | 03.11.2010            | вища    | позапартійна                          | ТОВ "КВАРЦ, бухгалтер                                   |
| 13                          | Хоменко Петро Федорович            | 03.11.2010            | середня | позапартійний                         | Дружбів-ська ді-льнична лікарня, робітник               |
| 15                          | Сидорчук Любов Мойсеївна           | 03.11.2010            | вища    | позапартійна                          | Ст. Діброва-Олевська магазин № 59, продавець            |

## Історія
Селищну раду було утворено 9 жовтня 1961 року як Дібрівську, з центром у смт Діброва, в складі Олевського району з с. Діброва та новоствореного робітничого селища Дружба Радовельської сільської ради Олевського району. 
Станом на 1 січня 1972 року Дібрівська селищна рада входила до складу Олевського району Житомирської області, на обліку в раді перебували селища міського типу Діброва та Дружба.
15 лютого 1994 року адміністративний центр ради перенесено до смт Дружба з перейменуванням ради на Дружбівську.
Припинила існування 17 січня 2017 року через об'єднання до складу Олевської міської територіальної громади Олевського району Житомирської області.